# Stictoleptura tonsa
Stictoleptura tonsa là một loài bọ cánh cứng trong họ Cerambycidae.